# Setnik (wieś)
Setnik – wieś w Słowenii, w gminie Dobrova-Polhov Gradec. W 2018 roku liczyła 174 mieszkańców.